# Jan Willem Gustaaf Stieneker

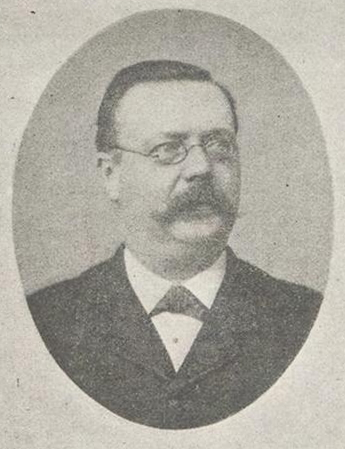
Jan Willem Gustaaf Stieneker (1840-1888)

Jan Willem Gustaaf Stieneker  (Groningen, 13 november 1840 - Zutphen, 12 oktober 1888) was een Nederlands waterbouwkundig ingenieur. Hij werkte na zijn studie aan de Koninklijke Akademie te Delft bij de aanleg van de Staatsspoorwegen en was daarna werkzaam bij de waterstaat in Breskens, Roermond, Maastricht en Terneuzen. Vanuit zijn standplaats Nijmegen was hij betrokken bij de verbetering van de bovenrivieren. Hij overleed op jonge leeftijd aan een psychische stoornis.

## Opleiding en eerste werkkring
Hij was de zoon van een infanterie-officier. Na van 1857 tot 1861 aan de Koninklijke Akademie te Delft gestudeerd te hebben, behaalde hij in 1861 het diploma van burgerlijk ingenieur. Hij werd bijna onmiddellijk volontair bij de aanleg van de Staatsspoorwegen en werd op 25 juni 1862 aangenomen als opzichter 5e klasse, en een jaar later adjunct-ingenieur bij de aanlegwerkzaamheden.
In die tijd nam hij ook deel aan het vergelijkend examen voor de waterstaat, en haalde een voldoende hoge ranking om in april 1862 benoemd te worden tot surnumerair bij de waterstaat en werd toegevoegd aan ir. F.W. Conrad. In 1864 werd hij benoemd tot aspirant-ingenieur en werd de arrondissements-ingenieur voor Breskens. Het jaar daarna werd hij overgeplaatst naar Roermond. In 1867 werd hij ingenieur 2e klasse en kreeg vanaf 1870 standplaats Maastricht.

## Terneuzen
In 1872 ging hij naar Terneuzen, waar hij in 1876 bevorderd werd tot ingenieur 1e klasse. In Terneuzen heeft hij de ontwerpen gemaakt voor de verbetering van het Nederlandse deel van het kanaal van Gent naar Terneuzen. De verbeteringswerken in het Belgische deel waren in 1881 afgerond, waarna in 1881 in Nederland begonnen werd met de verbreding en verdieping van het kanaal. In Sas van Gent werd een derde kanaalarm gegraven met een nieuwe sluis, die werd afgewerkt op 1 september 1885. Het kanaal was op dat moment 6,5 meter diep, 17 meter breed op de bodem en 68 meter breed aan de waterspiegel. De late start van de werken in Nederland was omdat de nodige afspraken hierover met België gemaakt moesten worden. Voordat het ontwerp van Stieneker uitgevoerd kon worden (1881 dus) was hij inmiddels weer overgeplaatst naar Nijmegen.

## Nijmegen
Vanaf 1877 was Stieneker belast met het rivierbeheer van de Waal en de Boven-Rijn. Als deel van dit werk heeft hij uitgebreide stroomsnelheidsmetingen gedaan in deze rivieren. Deze metingen werden aangevat door zijn voorganger Reinier Otto van Manen. De resultaten van die metingen zijn opgenomen in de Verslagen aan den Koning over de Openbare werken van 1878 en 1879. Ir. Rose heeft ze daarna weer onveranderd opgenomen in de verhandelingen van het KIvI. Ze zijn later nog samengevoegd met de metingen van ir. C.F.M.H. Schnebelie van de Maas.

## Privé
Stieneker kreeg in het begin van 1888 een psychische aandoening. Als gevolg hiervan kreeg hij vanaf 1 februari van dat jaar verlof uit rijksdienst. Hij werd opgenomen in het provinciaal psychiatrisch ziekenhuis in Zutphen, waar hij overleed. Hij is niet gehuwd geweest.
- Biografisch Portaal: 83056754
- International Standard Name Identifier: 0000 0003 8877 1362
- Virtual International Authority File: 50169435138814270516